# 中洞正
中洞 正（なかほら ただし、男性、1952年〈昭和27年〉7月30日 -　）は、昭和・平成時代の日本の酪農家（山地酪農家）。中洞牧場創業者。東京農業大学客員教授。帯広畜産大学非常勤講師。内閣府地域活性化伝道師。

## 人物
岩手県宮古市出身。実家は自給自足的農業を営んでいた。高校卒業後、集団就職で上京し、東京農業大学農学部農業拓殖学科（現・国際農業開発学科）に入学。在学中、猶原恭爾博士（1908年-1987年）によって提唱された、通年昼夜放牧、自然交配、自然分娩という「山地酪農」を実践することを決意する。卒業後は、岩手県下閉伊郡岩泉町の北上山系総合開発事業による牧場開発地に入植して酪農を開始した。24時間365日畜舎に牛を戻さない通年昼夜放牧酪農、牛乳プラントの設計、建築、乳製品の製造販売まで手掛ける中洞式山地酪農を確立した。

## 経歴
- 1977年 東京農業大学農学部農業拓殖学科卒業
- 1984年 岩手県岩泉町に牧場を創設
- 1992年 輸入飼料の使用をやめ、国産飼料のみによる飼育技術を確立。通年昼夜放牧酪農への本格移行を完了。エコロジー牛乳として委託加工を開始
- 1997年 生乳加工処理プラントを自社で建設し、製造を開始
- 2000年 法人化により、有限会社中洞牧場を設立
- 2003年 株式会社中洞牧場に改組
- 2003年 旭川 斉藤牧場ミルクプラント建設、及びコンサルタント
- 2003年 東北アントレプレナー大賞受賞
- 2003年 島根 シックス・プロデュースミルクプラント建設、及びコンサルタント
- 2005年 東京農業大学経営者大賞受賞
- 2005年 EOY (entrepreneur of the year japan) セミファイナリスト受賞
- 2006年 東京農業大学客員教授就任
- 2007年　自著、1冊目「幸せな牛からおいしい牛乳」コモンズより上梓
- 2007年 株式会社中洞牧場を後進に譲り、山地酪農コンサルタントをはじめる
- 2007年 京丹後森林ノ牧場の創設コンサルタント
- 2009年 那須森林ノ牧場の創設コンサルタント
- 2009年 ニシカワ食品株式会社北海道美瑛ファームの創設コンサルタント
- 2009年 株式会社リンクと協業して農業生産法人株式会社企業農業研究所、及び株式会社山地酪農研究所を設立し、中洞牧場を再構築。
- 2009年　自著、2冊目「黒い牛乳」幻冬舎より上梓
- 2013年　自著、3冊目「ソリストの思考術、中洞正の生きる力」六耀社より上梓
- 2020年 国立大学法人帯広畜産大学非常勤講師就任
- 2020年　自著、4冊目「おいしい牛乳は草の色」春陽堂書店より上梓
- 2022年　自著、5冊目「中洞式山地酪農の教科書」東海教育研究所より上梓
- 2022年 70歳を迎え中洞牧場定年退職

## 理念
- 日本国内の酪農の現状に疑問を抱き、これからの酪農のあるべき姿を実践している。
- 恩師である猶原恭爾博士によって提唱された「山地酪農」を実践しながら、自社プラントで生産した「中洞牧場牛乳」などをはじめとした乳製品を直接消費者に販売している。

## 著書
- 『幸せな牛からおいしい牛乳』 コモンズ社　2007年3月　ISBN 4-86187-030-5
- 『黒い牛乳』 幻冬舎メディアコンサルティング 2009年7月 ISBN 978-4344996878
- 『ソリストの思考術 第七巻 中洞正の生きる力』 六耀社 2013年9月 ISBN 978-4-89737-748-3
- 『おいしい牛乳は草の色』 春陽堂書店 2020年2月 ISBN 978-4-394-88003-5
- 『中洞式山地酪農の教科書』 東海教育研究所 2022年7月 ISBN 978-4-924523-34-0
- その他、岩手日報、河北新報など新聞コラム。畜産の研究、農業と経済、農業および園芸、現代農業など学術誌への著述、論文多数。